# Nyctibatrachus beddomii
Nyctibatrachus beddomii är en groddjursart som först beskrevs av George Albert Boulenger 1882.  Nyctibatrachus beddomii ingår i släktet Nyctibatrachus och familjen Nyctibatrachidae. IUCN kategoriserar arten globalt som starkt hotad. Inga underarter finns listade i Catalogue of Life.